# Ernst Mach
Ernst Mach (Brno, 18. veljače 1838. - München, 19. veljače 1916.), austrijski fizičar i filozof. Bio je profesor matematike u Grazu, fizike u Pragu i filozofije u Beču. Eksperimentalno i teorijski obradio fizikalnu i fiziološku akustiku. Posebno je poznat po tome što je obradio pojave vezane uz velike brzine bliske brzini širenja zvuka (Machov broj). Razvio stroboskopske metode istraživanja. Kao filozof, istaknuti je predstavnik empiriokriticizma (pansenzualizam, neopozitivizam), koji jedinom realnošću smatra doživljaje ili osjete (boja, zvukova, oblika, topline, hladnoće, trajanja i tako dalje). Osjete naziva elementima, stvari su za njega kompleksi tih elemenata. Po vlastitim riječima, antimetafizičar Mach odbacuje bilo kakve jezgre stvari koje bi bile neovisne o osjetima. Glavno mu je djelo Mehanika u svojem razvoju (njem. Die Mechanik in ihrer Entwicklung, 1883.), u kojem iznosi tezu da je znanost ljudima povijesno služila za svladavanje okoline. Kritizirao je ograničenost Newtonove mehanike, a njegove je postavke A. Einstein ugradio u temelje posebne teorije relativnosti.

## Machov broj
Machov broj ili skraćeno Mach (oznaka Ma) je omjer brzine v nekoga tijela i brzine zvuka c u istom sredstvu, uz jednake okolnosti, to jest: 
{\displaystyle Ma={\frac {v}{c}}}
pri čemu je:
{\displaystyle v} - brzina tijela
{\displaystyle c} - brzina zvuka u sredstvu u kojem se tijelo kreće.
Kadšto se brzina tijela u stanovitom sredstvu izražava nenormiranom mjerna jedinicom mah, što je poseban naziv za brzinu zvuka, to jest:
{\displaystyle mah=c}
pa se brzina tijela izražava u obliku:
{\displaystyle v=Ma\,\mathrm {maha} }
Brzine se, prema Machovu broju, razvrstavaju na podzvučne (Ma < 1) i nadzvučne (Ma > 1). Machov broj osobito je važan u aerodinamici velikih brzina, jer o njem ovisi stišljivost fluida. Tako se na primjer zrak oko zrakoplova koji leti podzvučnom brzinom može smatrati nestišljivim, dok se kod nadzvučnih brzina, zbog povećane stišljivosti zraka, pojavljuju udarni valovi koji ometaju let. Zbog toga se brzine leta nadzvučnih zrakoplova većinom iskazuju Machovim brojem. Machov broj nazvan je prema E. Machu, koji je prvi uočio značenje toga omjera i eksperimentalno to pokazao fotografiranjem udarnih valova pri letu puščanoga zrna, u čemu mu je pomogao riječki fizičar P. Salcher.

## Vanjske poveznice
- Ernst Mach Hrvatska tehnička enciklopedija, portal hrvatske tehničke baštine. LZMK